# Maletice
Maletice jsou vesnice, část města Protivín v okrese Písek v Jihočeském kraji. Leží v Českobudějovické pánvi na pravém břehu řeky Blanice. Ves je známá též díky písni Na břehu Blanice, kterou v roce 1934 složili Tomáš Soukup a Jaroslav Maňhal. Na protilehlém břehu Blanice se nachází tvrz Klokočín, na které byly natáčeny scény filmu Marketa Lazarová.

## Název
Název vesnice je odvozen z osobního jména Maleta ve významu ves lidí Maľatových. V historických pramenech se název objevuje ve tvarech: Maleticz (1253, 1348), in Maleticz (1392), Mallessicze (1437), v Maleticích (1487), Malešice (1508), Maleticze (1562) a Maleticze (1601, 1654).

## Historie
První písemná zmínka o vesnici pochází z roku 1253.

## Obyvatelstvo
| Rok            | 1869 | 1880 | 1890 | 1900 | 1910 | 1921 | 1930 | 1950 | 1961 | 1970 | 1980 | 1991 | 2001 | 2011 | 2021 |
| -------------- | ---- | ---- | ---- | ---- | ---- | ---- | ---- | ---- | ---- | ---- | ---- | ---- | ---- | ---- | ---- |
| Počet obyvatel | 308  | 328  | 323  | 296  | 292  | 284  | 260  | 161  | 138  | 119  | 126  | 76   | 43   | 48   | 50   |
| Počet domů     | 35   | 37   | 37   | 37   | 36   | 37   | 40   | 41   | 41   | 35   | 37   | 36   | 40   | 43   | 50   |

## Obecní správa
Při sčítání lidu v letech 1850–1879 Maletice byly osadou obce Myšenec v okrese Písek. V letech 1880–1960 byly samostatnou obcí, se kterým patřily nejprve do okresu Písek, ale v roce 1950 v okrese Vodňany. V letech 1961–1984 byly znovu částí obce Myšenec v okrese Písek. Od 1. ledna 1985 jsou částí města Protivín v okrese Písek.

## Pamětihodnosti
- Boží muka na okraji vesnice ve směru na Selibov z roku 1783 jsou vedená v Seznamu kulturních památek v okrese Písek.[9]
- Návesní kaple[10]
- Před návesní kaplí se nalézá pomník padlým spoluobčanům v první světové válce.
- Před kaplí se také nachází litinový kříž na vysokém kamenném podstavci. Na spodní části podstavce je uvedena datace.
- Další kamenný kříž se nalézá v ohrádce u komunikace na okraji vesnice.
- Ve vesnici jsou v Seznamu kulturních památek v okrese Písek vedené některé usedlosti. Jde o usedlost čp. 20, čp. 24.
- Tvrz Klokočín se nachází zhruba 0,3 kilometru jižně od obce u řeky Blanice. Tvrz je také vedená v Seznamu kulturních památek v okrese Písek.

## Galerie

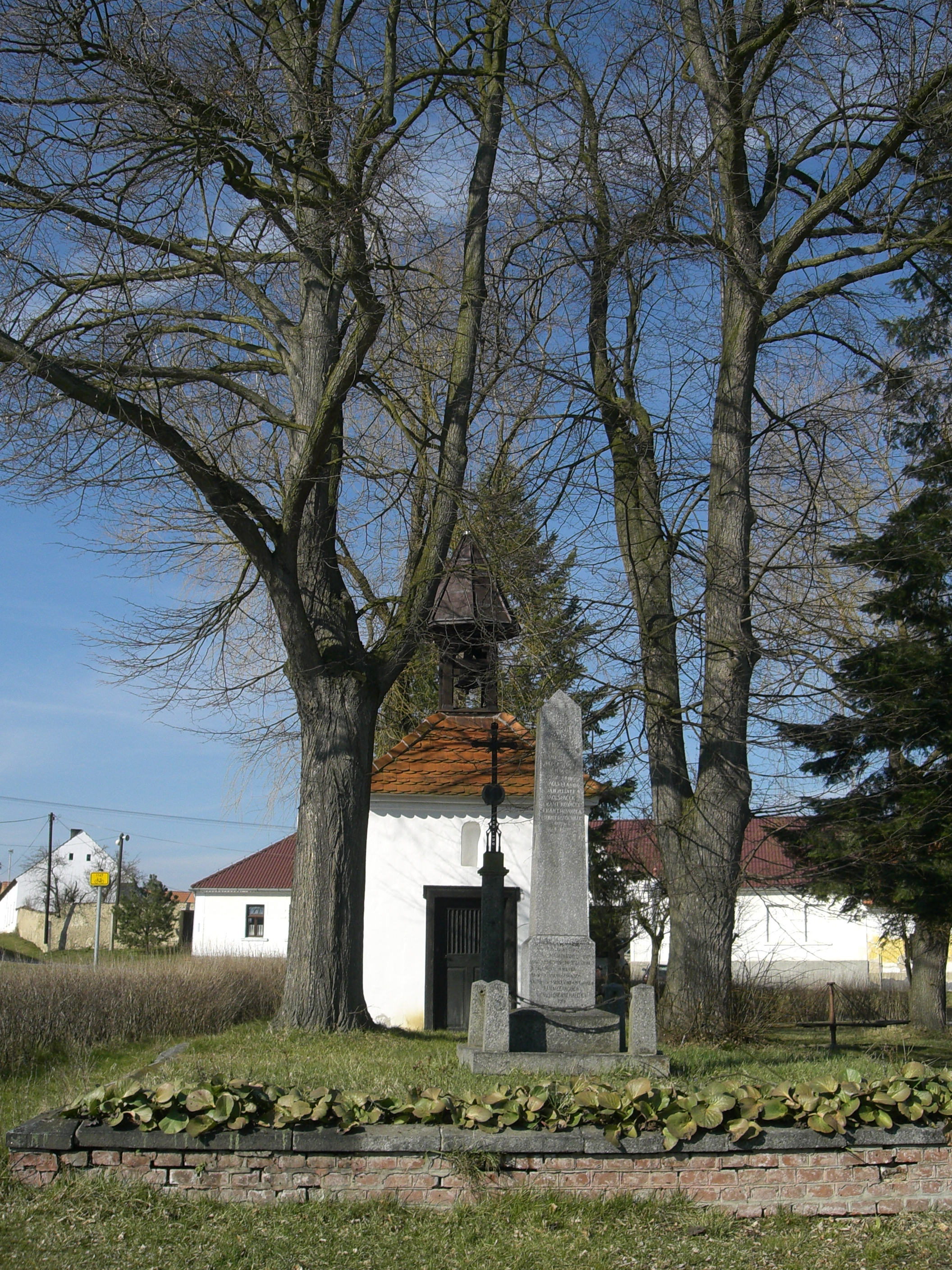
Návesní kaple, pomník a kříž
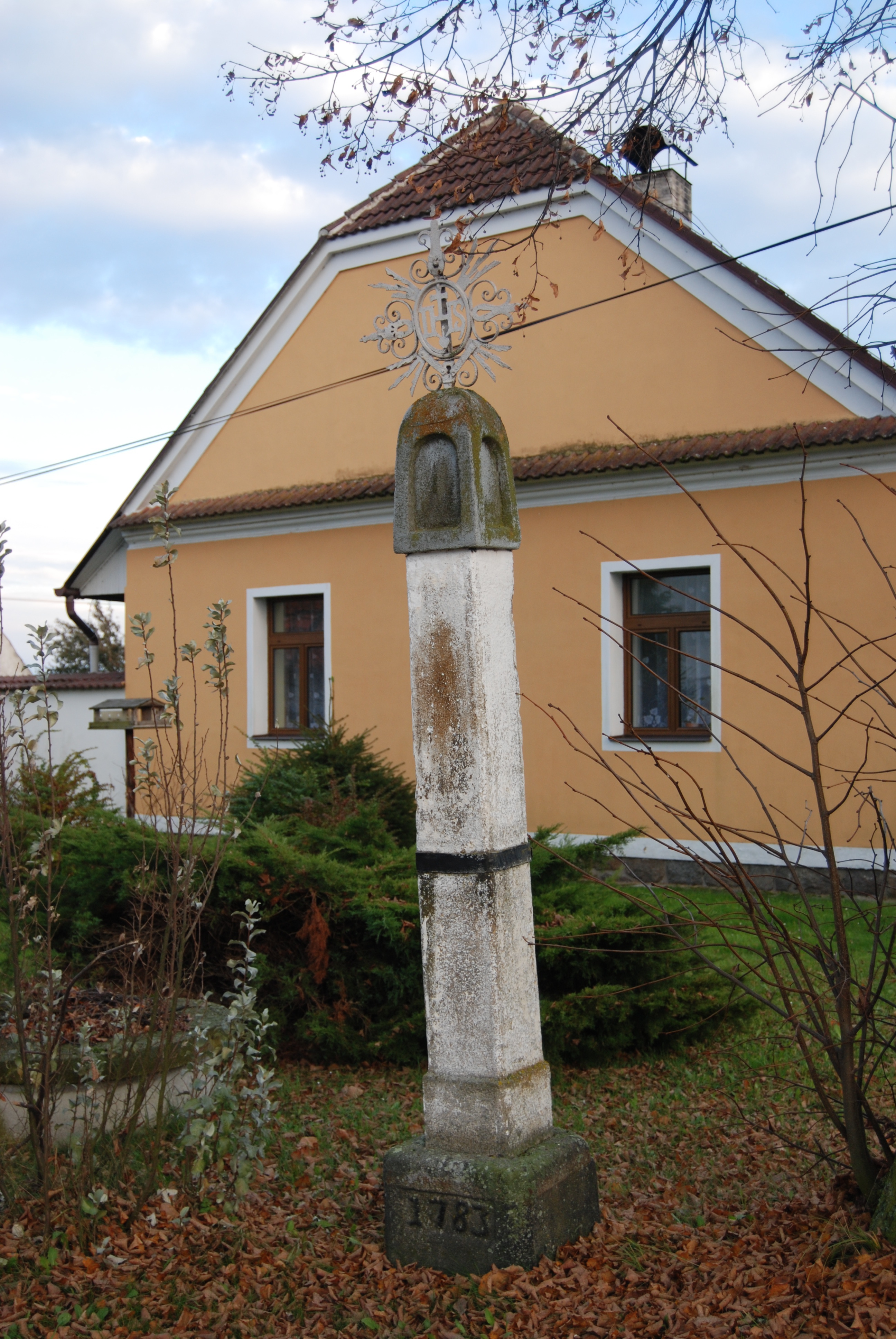
Boží muka
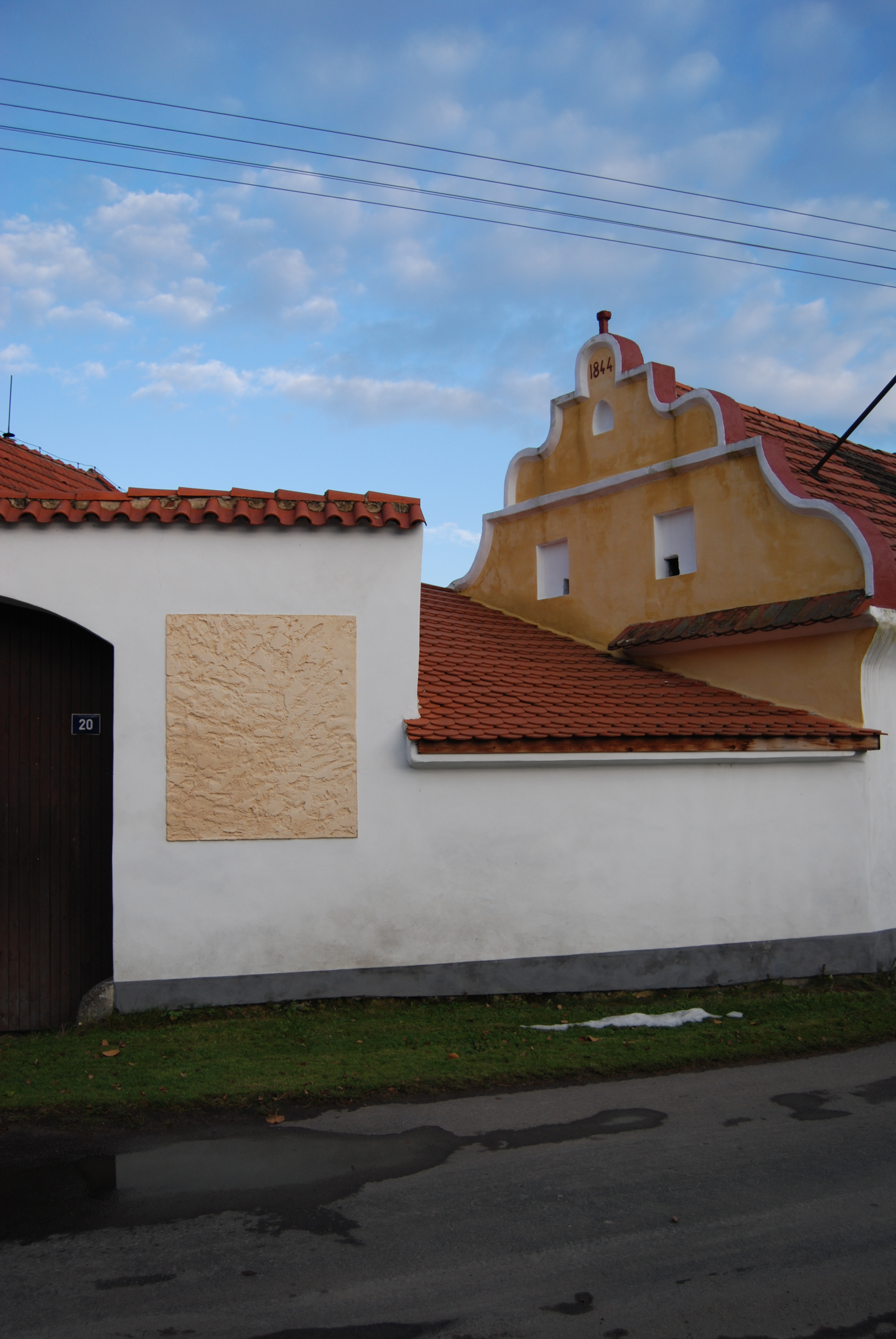
Štít usedlosti čp. 20
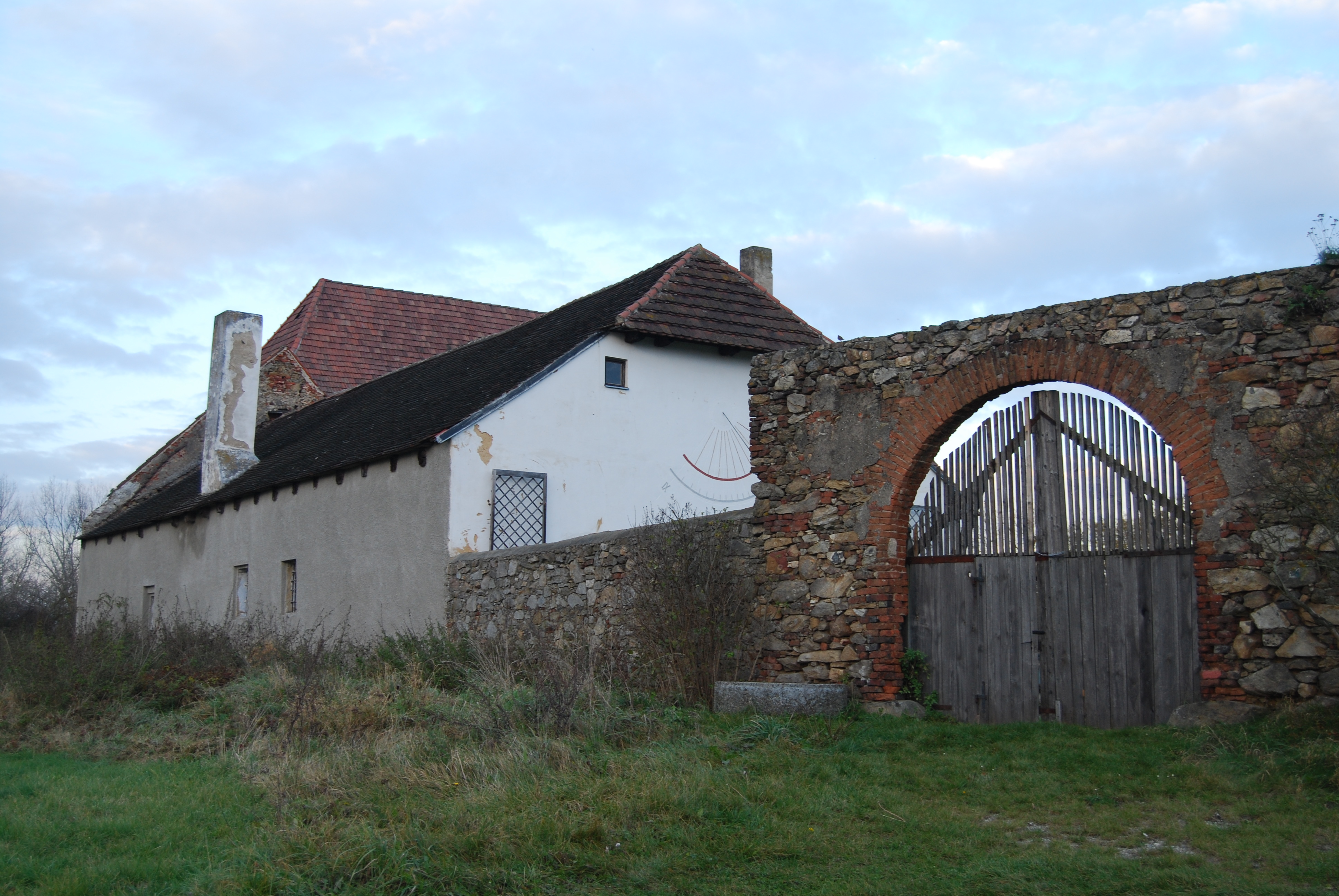
Tvrz Klokočín